# Papa chanteur
Papa chanteur est une chanson de Jean-Luc Lahaye sortie sur l'album Peur en 1984, et qui a été classée 28 semaines au Top Singles & Titres en France en 1985-1986, dont une semaine n°1 en 1986. Le titre a été disque d'argent.

## Thème
La chanson est écrite et composée après que Jean-Luc Lahaye a appris que sa compagne Aurélie est enceinte de lui. Il s'agit d'une chanson dédiée à son premier enfant, sa fille Margaux.

## Classements
| Classement (1986) | Meilleure position |
| ----------------- | ------------------ |
| France (SNEP)     | 1                  |